# ترتيب المسند
ترتيب المسند هي المجموعة الرئيسة من الحديث في المذهب الإباضي الإسلامي. يحتوي على ألف وخمس أحاديث فردية، بعضها يُوجد أيضًا في الأحاديث السنية والشيعية. لا يستخدم هذه المجموعة سوى الإباضية. وهي مُسندة، أي مجموعة من الأحاديث المنظمة إلى أجزاء وفقًا لاوي مصدر كل حديث. (المجموعات الأخرى يتم تنظيمها عمومًا إلى أجزاء وفقاً لموضوع الأحاديث).[بحاجة لمصدر]

## التاريخ
ترتيب المسند هو إعادة ترتيب وتوسعة لمجموعة الأحاديث المُسمى جامع الصحيح التي جمعها الربيع بن حبيب الفراهيدي في القرن الثاني الهجري. وأعاد أبو يعقوب يوسف بن إبراهيم الورجيلاني (تُوفي 570/1175) ترتيب المجموعة وأضاف روايات أخرى.

## المحتويات
ينقسم العمل إلى أربعة أجزاء:
- يحتوي الجزءان الأولان على 742 حديثًا متواصلًا
- الجزء الثالث يحتوي على روايات عن الربيع وأبي يعقوب
- أما الجزء الرابع فيحتوي على أحاديث أضافها أبو يعقوب من مصادر مختلفة.

والأحاديث (263) في الجزء الثالث والرابع هي التي أضافها أبو يعقوب.